# Макнайт, Брайан
Брайан Макнайт (англ. Brian McKnight, род. 5 июня 1969) — американский певец, автор песен, аранжировщик, продюсер и телеведущий.
Он достиг первого успеха в 1993 году после записи песни «Love Is», которая достигла 3 места в чарте «Billboard Hot 100» вместе с тогда уже успешной певицей Ванессой Уильямс. Сингл был использован в качестве саундтрека к сериалу «Беверли-Хиллз, 90210». В 1999 году его сингл «Back at One» достиг 2 позиции в чарте «Billboard Hot 100».
За ним также рекорд по количеству номинации на премию «Грэмми», имея 16 номинаций он никогда не становился лауреатом.

## Дискография
- Brian McKnight (1992)
- I Remember You (1995)
- Anytime (1997)
- Bethlehem (1998)
- Back at One (1999)
- Superhero (2001)
- U Turn (2003)
- Gemini (2005)
- Ten (2006)
- Evolution of a Man (2009)
- Just Me (2011)
- More Than Words (2013)
- Better (2016)
- Genesis (2017)
- Exodus (2020)